# 5e étape du Tour de France Femmes 2022
Pour un article plus général, voir Tour de France Femmes 2022.
La 5e étape du Tour de France Femmes 2022 se déroule le jeudi 28 juillet 2022 entre Bar-le-Duc et Saint-Dié-des-Vosges, sur une distance de 175,6 kilomètres.

## Parcours
Cette 5e étape entre Bar-le-Duc et Saint-Dié-des-Vosges fait partie de la catégorie des « étapes de plaine ». Le peloton doit néanmoins passer par deux côtes de 4e catégorie, à Pagny-la-Blanche-Côte et à Gripport, ainsi qu'au col du Haut du Bois situé à une vingtaine de kilomètres de l'arrivée et octroyant des bonifications aux trois premières concurrentes. Avec 175,6 km, il s'agit de la plus longue étape du Tour de France Femmes 2022.

## Déroulement de la course
Emily Newsom et Anya Louw sont les premières attaquantes du jour, elles s'échappent dès le 15e kilomètre. Elles sont rapidement rejointes par Victoire Berteau et Ántri Christofórou et le groupe compte jusqu'à presque quatre minutes d'avance. Berteau et Christofórou profitent du col du Haut du Bois pour lâcher leurs compagnes d'échappée, qui sont rapidement reprises par le peloton. La Française et la Chypriote résistent un certain temps au retour du peloton avant d'être reprises à 3 km de l'arrivée. L'étape se joue finalement au sprint et c'est la porteuse du maillot vert par procuration, Lorena Wiebes, qui s'impose, devant la championne du monde Elisa Balsamo et la maillot jaune Marianne Vos.

## Résultats

### Classement de l'étape
| Classement de la 5e étape | Classement de la 5e étape | Classement de la 5e étape | Classement de la 5e étape     | Classement de la 5e étape |
|                           | Coureur                   | Pays                      | Équipe                        | Temps                     |
| ------------------------- | ------------------------- | ------------------------- | ----------------------------- | ------------------------- |
| 1er                       | Lorena Wiebes             | Pays-Bas                  | Team DSM                      | en 4 h 32 min 16 s        |
| 2e                        | Elisa Balsamo             | Italie                    | Trek-Segafredo                | + 0 s                     |
| 3e                        | Marianne Vos              | Pays-Bas                  | Jumbo-Visma                   | + 0 s                     |
| 4e                        | Rachele Barbieri          | Italie                    | Liv Racing Xstra              | + 0 s                     |
| 5e                        | Maike van der Duin        | Pays-Bas                  | Le Col-Wahoo                  | + 0 s                     |
| 6e                        | Maria Giulia Confalonieri | Italie                    | Ceratizit-WNT                 | + 0 s                     |
| 7e                        | Silvia Persico            | Italie                    | Valcar Travel & Service       | + 0 s                     |
| 8e                        | Vittoria Guazzini         | Italie                    | FDJ-Suez-Futuroscope          | + 0 s                     |
| 9e                        | Tamara Dronova            | Bannière neutre           | Roland Cogeas-Edelweiss Squad | + 0 s                     |
| 10e                       | Alexandra Manly           | Australie                 | Team BikeExchange-Jayco       | + 0 s                     |
| modifier                  |                           |                           |                               |                           |

### Bonifications en temps
|   | Coureuse           | Pays       | Équipe                 | Secondes |
| - | ------------------ | ---------- | ---------------------- | -------- |
| 1 | Victoire Berteau   | France     | Cofidis                | 3 s      |
| 2 | Ántri Christofórou | Chypre     | Human Powered Health   | 2 s      |
| 3 | Emily Newsom       | États-Unis | EF Education-Tibco-SVB | 1 s      |

|   | Coureuse      | Pays     | Équipe         | Secondes |
| - | ------------- | -------- | -------------- | -------- |
| 1 | Lorena Wiebes | Pays-Bas | Team DSM       | 10 s     |
| 2 | Elisa Balsamo | Italie   | Trek-Segafredo | 6 s      |
| 3 | Marianne Vos  | Pays-Bas | Jumbo-Visma    | 4 s      |

### Points attribués
| Sprint intermédiaire Charmes (km 114,1) | Sprint intermédiaire Charmes (km 114,1) | Sprint intermédiaire Charmes (km 114,1) | Sprint intermédiaire Charmes (km 114,1) | Sprint intermédiaire Charmes (km 114,1) |
| --------------------------------------- | --------------------------------------- | --------------------------------------- | --------------------------------------- | --------------------------------------- |
|                                         | Coureur                                 | Pays                                    | Équipe                                  | Point(s)                                |
| 1er                                     | Anya Louw                               | Australie                               | AG Insurance NXTG                       | 25                                      |
| 2e                                      | Victoire Berteau                        | France                                  | Cofidis                                 | 20                                      |
| 3e                                      | Emily Newsom                            | États-Unis                              | EF Education-Tibco-SVB                  | 17                                      |
| 4e                                      | Ántri Christofórou                      | Chypre                                  | Human Powered Health                    | 15                                      |
| 5e                                      | Lorena Wiebes                           | Pays-Bas                                | Team DSM                                | 13                                      |
| 6e                                      | Marianne Vos                            | Pays-Bas                                | Jumbo-Visma                             | 11                                      |
| 7e                                      | Lotte Kopecky                           | Belgique                                | SD Worx                                 | 10                                      |
| 8e                                      | Maria Giulia Confalonieri               | Italie                                  | Ceratizit-WNT                           | 9                                       |
| 9e                                      | Pfeiffer Georgi                         | Grande-Bretagne                         | Team DSM                                | 8                                       |
| 10e                                     | Eugenia Bujak                           | Pologne                                 | UAE Team ADQ                            | 7                                       |
| 11e                                     | Margarita Victoria García               | Espagne                                 | UAE Team ADQ                            | 6                                       |
| 12e                                     | Demi Vollering                          | Pays-Bas                                | SD Worx                                 | 5                                       |
| 13e                                     | Marie Le Net                            | France                                  | FDJ-Suez-Futuroscope                    | 4                                       |
| 14e                                     | Anna Henderson                          | Grande-Bretagne                         | Jumbo-Visma                             | 3                                       |
| 15e                                     | Margot Pompanon                         | France                                  | St Michel-Auber 93                      | 2                                       |
| modifier                                |                                         |                                         |                                         |                                         |

| Arrivée d'étape Saint-Dié-des-Vosges (km 175,6) | Arrivée d'étape Saint-Dié-des-Vosges (km 175,6) | Arrivée d'étape Saint-Dié-des-Vosges (km 175,6) | Arrivée d'étape Saint-Dié-des-Vosges (km 175,6) | Arrivée d'étape Saint-Dié-des-Vosges (km 175,6) |
| ----------------------------------------------- | ----------------------------------------------- | ----------------------------------------------- | ----------------------------------------------- | ----------------------------------------------- |
|                                                 | Coureur                                         | Pays                                            | Équipe                                          | Point(s)                                        |
| 1er                                             | Lorena Wiebes                                   | Pays-Bas                                        | Team DSM                                        | 50                                              |
| 2e                                              | Elisa Balsamo                                   | Italie                                          | Trek-Segafredo                                  | 30                                              |
| 3e                                              | Marianne Vos                                    | Pays-Bas                                        | Jumbo-Visma                                     | 20                                              |
| 4e                                              | Rachele Barbieri                                | Italie                                          | Liv Racing Xstra                                | 18                                              |
| 5e                                              | Maike van der Duin                              | Pays-Bas                                        | Le Col-Wahoo                                    | 16                                              |
| 6e                                              | Maria Giulia Confalonieri                       | Italie                                          | Ceratizit-WNT                                   | 14                                              |
| 7e                                              | Silvia Persico                                  | Italie                                          | Valcar Travel & Service                         | 12                                              |
| 8e                                              | Vittoria Guazzini                               | Italie                                          | FDJ-Suez-Futuroscope                            | 10                                              |
| 9e                                              | Tamara Dronova                                  | Bannière neutre                                 | Roland Cogeas-Edelweiss Squad                   | 8                                               |
| 10e                                             | Alexandra Manly                                 | Australie                                       | Team BikeExchange-Jayco                         | 7                                               |
| 11e                                             | Lotte Kopecky                                   | Belgique                                        | SD Worx                                         | 6                                               |
| 12e                                             | Sanne Cant                                      | Belgique                                        | Plantur-Pura                                    | 5                                               |
| 13e                                             | Ilaria Sanguineti                               | Italie                                          | Valcar-Travel Service                           | 4                                               |
| 14e                                             | Martina Alzini                                  | Italie                                          | Cofidis                                         | 3                                               |
| 15e                                             | Laura Asencio                                   | France                                          | Ceratizit-WNT                                   | 2                                               |
| modifier                                        |                                                 |                                                 |                                                 |                                                 |

### Cols et côtes
| Côte de Pagny-la-Blanche-Côte (km 61,4) 4e catégorie (1,4 km à 5,5 %) | Côte de Pagny-la-Blanche-Côte (km 61,4) 4e catégorie (1,4 km à 5,5 %) | Côte de Pagny-la-Blanche-Côte (km 61,4) 4e catégorie (1,4 km à 5,5 %) | Côte de Pagny-la-Blanche-Côte (km 61,4) 4e catégorie (1,4 km à 5,5 %) | Côte de Pagny-la-Blanche-Côte (km 61,4) 4e catégorie (1,4 km à 5,5 %) |
| --------------------------------------------------------------------- | --------------------------------------------------------------------- | --------------------------------------------------------------------- | --------------------------------------------------------------------- | --------------------------------------------------------------------- |
|                                                                       | Coureur                                                               | Pays                                                                  | Équipe                                                                | Point(s)                                                              |
| 1er                                                                   | Victoire Berteau                                                      | France                                                                | Cofidis                                                               | 2                                                                     |
| 2e                                                                    | Ántri Christofórou                                                    | Chypre                                                                | Human Powered Health                                                  | 1                                                                     |
| modifier                                                              |                                                                       |                                                                       |                                                                       |                                                                       |

| Côte de Gripport (km 105,5) 4e catégorie (1,3 km à 5,3 %) | Côte de Gripport (km 105,5) 4e catégorie (1,3 km à 5,3 %) | Côte de Gripport (km 105,5) 4e catégorie (1,3 km à 5,3 %) | Côte de Gripport (km 105,5) 4e catégorie (1,3 km à 5,3 %) | Côte de Gripport (km 105,5) 4e catégorie (1,3 km à 5,3 %) |
| --------------------------------------------------------- | --------------------------------------------------------- | --------------------------------------------------------- | --------------------------------------------------------- | --------------------------------------------------------- |
|                                                           | Coureur                                                   | Pays                                                      | Équipe                                                    | Point(s)                                                  |
| 1er                                                       | Victoire Berteau                                          | France                                                    | Cofidis                                                   | 2                                                         |
| 2e                                                        | Ántri Christofórou                                        | Chypre                                                    | Human Powered Health                                      | 1                                                         |
| modifier                                                  |                                                           |                                                           |                                                           |                                                           |

### Prix de la combativité
- Victoire Berteau (Cofidis)

## Classements à l'issue de l'étape

### Classement général
| Classement général | Classement général    | Classement général | Classement général      | Classement général  |
|                    | Coureur               | Pays               | Équipe                  | Temps               |
| ------------------ | --------------------- | ------------------ | ----------------------- | ------------------- |
| 1er                | Marianne Vos          | Pays-Bas           | Jumbo-Visma             | en 16 h 20 min 58 s |
| 2e                 | Silvia Persico        | Italie             | Valcar Travel & Service | + 20 s              |
| 3e                 | Katarzyna Niewiadoma  | Pologne            | Canyon-SRAM Racing      | + 20 s              |
| 4e                 | Elisa Longo Borghini  | Italie             | Trek-Segafredo          | + 25 s              |
| 5e                 | Ashleigh Moolman      | Afrique du Sud     | SD Worx                 | + 55 s              |
| 6e                 | Demi Vollering        | Pays-Bas           | SD Worx                 | + 1 min 1 s         |
| 7e                 | Juliette Labous       | France             | Team DSM                | + 1 min 9 s         |
| 8e                 | Annemiek van Vleuten  | Pays-Bas           | Movistar Women          | + 1 min 18 s        |
| 9e                 | Cecilie Uttrup Ludwig | Danemark           | FDJ-Suez-Futuroscope    | + 1 min 52 s        |
| 10e                | Elise Chabbey         | Suisse             | Canyon-SRAM Racing      | + 2 min 24 s        |
| modifier           |                       |                    |                         |                     |

| Classement par points | Classement par points     | Classement par points | Classement par points   | Classement par points |
| --------------------- | ------------------------- | --------------------- | ----------------------- | --------------------- |
|                       | Coureur                   | Pays                  | Équipe                  | Point(s)              |
| 1er                   | Marianne Vos              | Pays-Bas              | Jumbo-Visma             | 217 points            |
| 2e                    | Lorena Wiebes             | Pays-Bas              | Team DSM                | 191 pts               |
| 3e                    | Lotte Kopecky             | Belgique              | SD Worx                 | 144 pts               |
| 4e                    | Maria Giulia Confalonieri | Italie                | Ceratizit-WNT           | 86 pts                |
| 5e                    | Silvia Persico            | Italie                | Valcar Travel & Service | 84 pts                |
| 6e                    | Maike van der Duin        | Pays-Bas              | Le Col-Wahoo            | 71 pts                |
| 7e                    | Elisa Balsamo             | Italie                | Trek-Segafredo          | 67 pts                |
| 8e                    | Elisa Longo Borghini      | Italie                | Trek-Segafredo          | 60 pts                |
| 9e                    | Alexandra Manly           | Australie             | Team BikeExchange-Jayco | 55 pts                |
| 10e                   | Alena Amialiusik          | Bannière neutre       | Canyon-SRAM Racing      | 54 pts                |
| modifier              |                           |                       |                         |                       |

| Classement de la meilleure grimpeuse | Classement de la meilleure grimpeuse | Classement de la meilleure grimpeuse | Classement de la meilleure grimpeuse | Classement de la meilleure grimpeuse |
| ------------------------------------ | ------------------------------------ | ------------------------------------ | ------------------------------------ | ------------------------------------ |
|                                      | Coureur                              | Pays                                 | Équipe                               | Point(s)                             |
| 1er                                  | Femke Gerritse                       | Pays-Bas                             | Parkhotel Valkenburg                 | 8 points                             |
| 2e                                   | Coralie Demay                        | France                               | St Michel-Auber 93                   | 5 pts                                |
| 3e                                   | Laura Asencio                        | France                               | Ceratizit-WNT                        | 5 pts                                |
| 4e                                   | Marlen Reusser                       | Suisse                               | SD Worx                              | 4 pts                                |
| 5e                                   | Victoire Berteau                     | France                               | Cofidis                              | 4 pts                                |
| 6e                                   | Elise Chabbey                        | Suisse                               | Canyon-SRAM Racing                   | 4 pts                                |
| 7e                                   | Demi Vollering                       | Pays-Bas                             | SD Worx                              | 3 pts                                |
| 8e                                   | Mischa Bredewold                     | Pays-Bas                             | Parkhotel Valkenburg                 | 2 pts                                |
| 9e                                   | Femke Markus                         | Pays-Bas                             | Parkhotel Valkenburg                 | 2 pts                                |
| 10e                                  | Liane Lippert                        | Allemagne                            | Team DSM                             | 2 pts                                |
| modifier                             |                                      |                                      |                                      |                                      |

| Classement général de la meilleure jeune | Classement général de la meilleure jeune | Classement général de la meilleure jeune | Classement général de la meilleure jeune | Classement général de la meilleure jeune |
|                                          | Coureur                                  | Pays                                     | Équipe                                   | Temps                                    |
| ---------------------------------------- | ---------------------------------------- | ---------------------------------------- | ---------------------------------------- | ---------------------------------------- |
| 1er                                      | Julie De Wilde                           | Belgique                                 | Plantur-Pura                             | en 16 h 25 min 30 s                      |
| 2e                                       | Julia Borgström                          | Suède                                    | AG Insurance NXTG                        | + 16 s                                   |
| 3e                                       | Pfeiffer Georgi                          | Grande-Bretagne                          | Team DSM                                 | + 22 s                                   |
| 4e                                       | Shirin van Anrooij                       | Pays-Bas                                 | Trek-Segafredo                           | + 1 min 24 s                             |
| 5e                                       | Mischa Bredewold                         | Pays-Bas                                 | Parkhotel Valkenburg                     | + 1 min 51 s                             |
| 6e                                       | Eleonora Gasparrini                      | Italie                                   | Valcar Travel & Service                  | + 9 min 29 s                             |
| 7e                                       | Marie Le Net                             | France                                   | FDJ-Suez-Futuroscope                     | + 9 min 53 s                             |
| 8e                                       | Anne Dorthe Ysland                       | Norvège                                  | Uno-X Pro                                | + 11 min 27 s                            |
| 9e                                       | Maike van der Duin                       | Pays-Bas                                 | Le Col-Wahoo                             | + 13 min 33 s                            |
| 10e                                      | Ilse Pluimers                            | Pays-Bas                                 | AG Insurance NXTG                        | + 13 min 55 s                            |
| modifier                                 |                                          |                                          |                                          |                                          |

| Classement par équipes | Classement par équipes  | Classement par équipes | Classement par équipes |
|                        | Équipe                  | Pays                   | Temps                  |
| ---------------------- | ----------------------- | ---------------------- | ---------------------- |
| 1re                    | SD Worx                 | Pays-Bas               | en 49 h 7 min 55 s     |
| 2e                     | Canyon-SRAM Racing      | Allemagne              | + 56 s                 |
| 3e                     | Trek-Segafredo          | États-Unis             | + 3 min 44 s           |
| 4e                     | Team DSM                | Pays-Bas               | + 3 min 56 s           |
| 5e                     | Jumbo-Visma             | Pays-Bas               | + 4 min 1 s            |
| 6e                     | FDJ-Suez-Futuroscope    | France                 | + 6 min 11 s           |
| 7e                     | Team BikeExchange-Jayco | Australie              | + 10 min 26 s          |
| 8e                     | Movistar Women          | Espagne                | + 12 min 40 s          |
| 9e                     | Ceratizit-WNT           | Allemagne              | + 18 min 33 s          |
| 10e                    | Plantur-Pura            | Belgique               | + 21 min 51 s          |
| modifier               |                         |                        |                        |

## Abandons
Deux coureuses quittent le Tour lors de cette étape : 
- Emma Norsgaard Bjerg (Movistar) : abandon
- Barbara Malcotti (Human Powered Health) : disqualifiée[5]